# راونان (دهسرد)
راونان (بالفارسية: راونان) هي منطقة سكنية تقع في إيران في قسم دهسرد الريفي. يقدر عدد سكانها بـ 141 نسمة بحسب إحصاء 2016.